# Борискино-Игар
Бори́скино-Ига́р (чув. Йӗкер) — село в Клявлинском районе Самарской области, административный центр сельского поселения Борискино-Игар.

## География
Находится на расстоянии примерно 12 километров по прямой на запад от районного центра железнодорожной станции Клявлино.

## История
Упоминается с 1798 года. Основано предположительно в 1770—1780 годах выходцами из более старых деревень Бугульминского уезда (Борискино или, вероятнее всего, Байдермыш). Церковь в селе (Козьмодемьяновская) построена в 1899 году.

## Население
Постоянное население составляло 1046 человек (чуваши 94 %) в 2002 году, 997 в 2010 году.